# Isla de Sai
Isla de Sai (también escrito Isla de Saï) es una gran isla en el río Nilo, en Nubia, Sudán, entre la segunda y tercera de las cataratas. Tiene 12 km de largo y 5,5 km de ancho. Sai fue ocupada de forma intermitente por los egipcios durante el Imperio Nuevo, periodo histórico que comienza con la reunificación de Egipto.
Las excavaciones han ayudado a resaltar una ciudad amurallada a comienzos de la XVIII dinastía (Nuevo Reino) en la parte norte de la isla, en un promontorio rocoso.